# Isole degli Italiani
Le isole degli Italiani sono un gruppo di isolotti del mar Tirreno situati tra le isole di La Maddalena - di cui fanno parte amministrativamente - e Caprera, nella Sardegna nord-orientale.

Si trovano all'interno del parco nazionale dell'Arcipelago di La Maddalena.